# Amerikaanse kongeraal
De Amerikaanse kongeraal (Conger oceanicus) is een straalvinnige vis die behoort tot de  zeepalingen (Congridae). De vis kan een lengte bereiken van 230 centimeter.

## Leefomgeving
Conger oceanicus is een zoutwatervis. De soort komt voor in subtropische wateren in de Atlantische Oceaan op een diepte tot 260 meter.

## Relatie tot de mens
Conger oceanicus is voor de visserij van beperkt commercieel belang. In de hengelsport wordt er weinig op de vis gejaagd.